# Satyjów
Satyjów (ukr. Сатиїв) – wieś na Ukrainie w rejonie dubieńskim obwodu rówieńskiego.
Pod rozbiorami siedziba gminy Satyjów w powiecie dubieńskim guberni wołyńskiej, potem do gminy Malin tegoż powiatu, także po odrodzeniu Polski.
Właścielką Satyjowa była Julia z Trzeciaków hrabina Miączyńska (1863-1936).